# Кантон (город, Миннесота)
Канто́н (англ. Canton) — город в округе Филмор, штат Миннесота, США. На площади 2,6 км² (2,6 км² — суша, водоёмов нет), согласно переписи 2002 года, проживают 343 человека. Плотность населения составляет 132 чел./км².
- Телефонный код города — 507
- Почтовый индекс — 55922
- FIPS-код города — 27-09802[1]
- GNIS-идентификатор — 0640884[2]